# Borisz Vlagyimirovics Stürmer
Borisz Vlagyimirovics Stürmer (oroszul: Бори́с Влади́мирович Штю́рмер; Tver tartomány, 1848. július 28. – Petrográd, 1917. szeptember 2.) orosz köztisztviselő, az Orosz Birodalom miniszterelnöke (egyben kül- és belügyminisztere is) az első világháború során.

## Élete
Borisz Vlagyimirovics Stürmer 1848. július 28-án született Tver tartományban, az Orosz Birodalom területén. Miniszterelnöki kinevezése előtt ceremóniamesterként szolgált a cári udvarban és a belügyminisztérium egyik osztályvezetője, valamint Jaroszlavl ideiglenes kormányzója volt. 1916. február 2-án, mialatt II. Miklós orosz cár a fronton tartózkodott a csapatainál, az ország irányítását feleségére Alexandrára és tanácsadójára Raszputyinra bízta, akik kinevezték a kevéssé ismert Stürmert miniszterelnökké. Stürmer nem alakított ki saját politikát és nehézségei voltak a megbeszélések tárgyának megértését illetően is, ennélfogva nagyban függött Alexandrától és Raszputyintól, akik helyette meghozták a szükséges döntéseket.
1916 márciusában megkapta a belügyminiszteri tárcát is, de vezetése alatt az országban drámai méreteket öltött az infláció és a szállítási rendszer is összeomlott, ami súlyos élelmiszerellátási problémákat okozott. Stürmer nem volt képes a szükséges ellenlépéseket megtenni és végül lemondásra kényszerült, de július 20-án kinevezték külügyminiszterré. Ebben a pozícióban is alkalmatlanságról tett tanúbizonyságot. Emellett németek iránti szimpátiával gyanúsították. Akármi is az igazság ezzel kapcsolatban az tény, hogy alkalmatlansága jelentős segítséget jelentett a Német Birodalomnak az első világháború alatt. 1916 novemberében a Dumában támadást indítottak ellene és elvesztette Alexandra és Raszputyin támogatását is. 1916. november 23-án lemondásra kényszerült. Az átmeneti kormány letartóztatta. 1917. szeptember 2-án a petrográdi börtönben hunyt el.